# Félix Tisserand
François Félix Tisserand (13. ledna 1845, Nuits-St-Georges, Francie – 20. října 1896, Paříž, Francie) byl francouzský astronom, ředitel Pařížské observatoře. Známé jsou jeho práce z nebeské mechaniky, určoval např. dráhy komet.
Je podle něj pojmenován kráter Tisserand na přivrácené straně Měsíce a asteroid 3663 Tisserand.

## Dílo
- Traité de mécanique céleste[5]